# 张八岭站
张八岭站是一个京沪线上的铁路车站，位于安徽省滁州市明光市张八岭镇，建于1909年，2002年起停办客运业务，目前为四等站，邮政编码为239431。目前不办理客货运业务